# Haru Natsu Aki Fuyu
Haru Natsu Aki Fuyu (яп. 春夏秋冬 Весна Лето Осень Зима) — японская юри-манга, состоящая из отдельных историй, по сценарию Ёки Ёки и нарисованная мангакой Таиси Зао, выпускающаяся компанией Sun Magazine, затем Ichijinsha в ежемесячных журналах Yuri Shimai и Comic Yuri Hime. По мотивам манги были выпущены две Drama CD.

## Сюжет
Манга состоит из восьми разных историй, причём некоторые из них связаны между собой, рассказывающих о взаимоотношениях между ученицами Акихо Соей и Харукой Сираки, Фуюкой Такасимой и Нацуной Мацузакой, и учителями Рэико и Аяно, школы для девочек святой Терезы.

## Персонажи
- Акихо Соя (яп. 庄屋あきほ)
- Харука Сираки (яп. 白木はるか)
- Фуюка Такасима (яп. 高島冬華)
- Нацуна Мацузака (яп. 松坂夏姫)
- Рэико (яп. 玲子)
- Аяно (яп. アイノ)
- Тихару Иное (яп. 千春その他)
- Айда Михо (яп. 相田美穂)